# La farfalla dalle ali bagnate - Atto 3
La farfalla dalle ali bagnate - Atto 3 è il secondo album in studio del rapper italiano Caneda, pubblicato il 17 aprile 2009 dalla Vibrarecords.

## Tracce
1. Il ritorno dell'angelo
2. Icaro
3. Che fine ha fatto Jessie James
4. C'era una volta
5. Lasciami dormire
6. Le città Remix
7. Sawo (feat. Entics)
8. Posso volare
9. Gotham City
10. Non volo più
11. Icaro Remix (feat. Gué Pequeno e Vincenzo da Via Anfossi)
12. Titoli di coda (Marco Zangirolami post-prod.)